# Chaetonotus simrothi
Chaetonotus simrothi är en djurart som tillhör fylumet bukhårsdjur, och som beskrevs av Voigt 1909. Chaetonotus simrothi ingår i släktet Chaetonotus och familjen Chaetonotidae. Inga underarter finns listade i Catalogue of Life.